# Indianapolis 500 1968

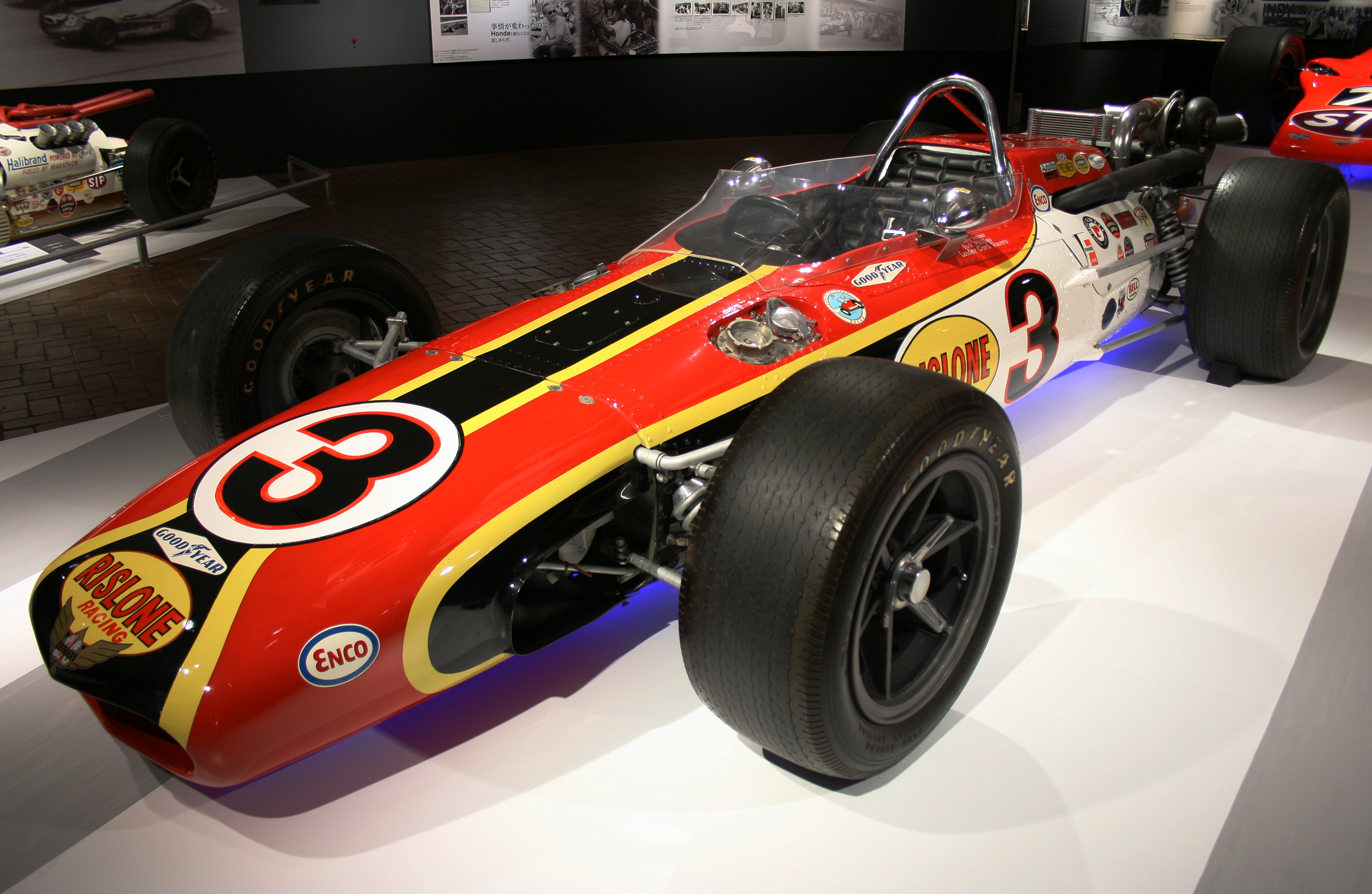
AAR Eagle 68, Siegerwagen von Bobby Unser, mit Offenhauser-Turbomotor und Goodyear-Reifen

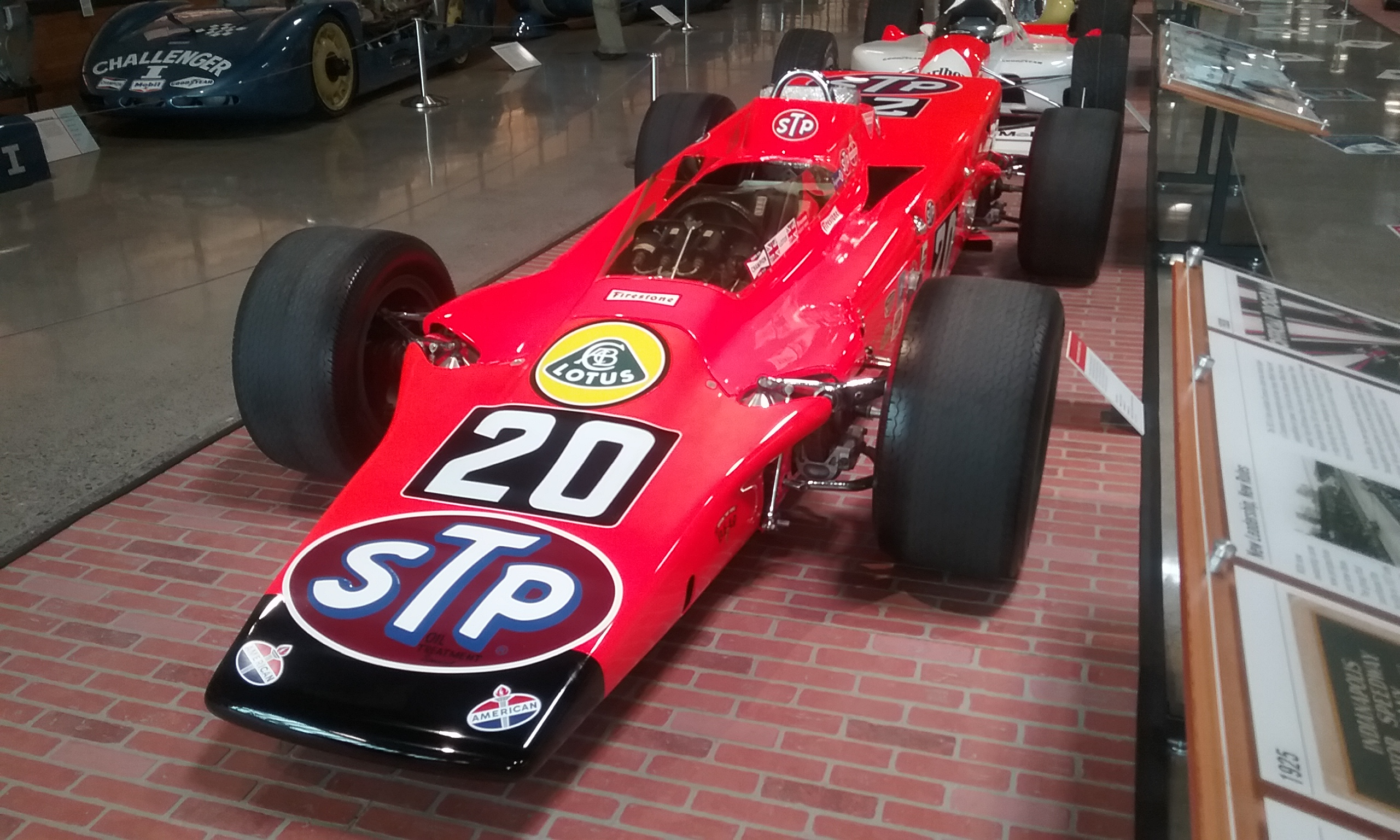
Der von Art Pollard gefahrene Lotus 56 mit Gasturbine und Allradantrieb

Das 52. Indianapolis 500 (offiziell 52nd 500 Mile International Sweepstakes) auf dem Indianapolis Motor Speedway fand am 30. Mai 1968 statt.

## Hintergrund
Es war das letzte Indy 500 an dem ein Frontmotor-Rennwagen teilnahm, das letzte ohne Flügel, und das erste bei dem ein Turbomotor gewonnen hat, nachdem in den Vorjahren das „Ford Indy V8 engine“ die Sieger angetrieben hatte. Der 1935 erstmals siegreiche Offenhauser-Vierzylinder konnte dank Turboaufladung ein Comeback feiern und noch bis 1976 Indy-Siege einfahren. Wie bereits 1967 nahmen auch Fahrzeuge mit Gasturbine am Rennen teil, diese lagen zeitweise in Führung. Auch Allradantrieb kam zum Einsatz, wurde aber ab 1969 ebenso wie die Turbinen nicht mehr zugelassen.

## Das Rennen
Das Rennen ging über eine Distanz von 200 Runden à 4,023 km, was einer Gesamtdistanz von 804,672 km entspricht. Aus der Pole-Position startete Joe Leonard (Vel’s Parnelli Jones Racing) mit einer Vierrunden-Durchschnittszeit von 3:29.84 Min. oder 171,559 mph (276,097 km/h). Die schnellste Runde im Rennen drehte Lloyd Ruby (Gene White Co) in 53,36 Sekunden (168,666 mph). Das Rennen war der fünfte Lauf zur USAC-Saison 1968.

## Ergebnisse

### Startaufstellung
| Reihe | Innen             | Mitte            | Außen             |
| ----- | ----------------- | ---------------- | ----------------- |
| 1     | Joe Leonard       | Graham Hill      | Bobby Unser       |
| 2     | Mario Andretti    | Lloyd Ruby       | Al Unser          |
| 3     | Roger McCluskey   | A.J. Foyt        | Gordon Johncock   |
| 4     | Dan Gurney        | Art Pollard      | Wally Dallenbach  |
| 5     | Jim McElreath     | Jim Malloy       | Jerry Grant       |
| 6     | Jochen Rindt      | Mel Kenyon       | Bud Tingelstad    |
| 7     | Ronnie Bucknum    | Denny Hulme      | Johnny Rutherford |
| 8     | Gary Bettenhausen | Bill Vukovich II | Bob Veith         |
| 9     | Bobby Grim        | Ronnie Duman     | Mike Mosley       |
| 10    | Carl Williams     | George Snider    | Jim Hurtubise     |
| 11    | Sammy Sessions    | Arnie Knepper    | Larry Dickson     |

### Schlussklassement
Wetter: bewölkt, 18°
| Pos. | Nr. | Name                                               | Chassis      | Motor             | R | Zeit/Rückstand               | Qualifikation ø 4 Rd. mph | Start |
| ---- | --- | -------------------------------------------------- | ------------ | ----------------- | - | ---------------------------- | ------------------------- | ----- |
| 1    | 3   | Bobby Unser                                        | AAR Eagle 68 | Offenhauser Turbo | G | 3:16:13.760 Std. 152,882 mph | 169,507                   | 3     |
| 2    | 48  | Dan Gurney                                         | Eagle 68     | Ford-Weslake      | G | 54,810 Sek.                  | 166,512                   | 10    |
| 3    | 15  | Mel Kenyon                                         | Gerhardt     | Offenhauser       | G | 200 Rd.                      | 165,191                   | 17    |
| 4    | 42  | Denis Hulme                                        | Eagle 68     | Ford              | G | 200                          | 164,189                   | 20    |
| 5    | 25  | Lloyd Ruby                                         | Mongoose     | Offenhauser       | F | 200                          | 167,613                   | 5     |
| 6    | 59  | Ronnie Duman                                       | Brabham      | Offenhauser       | G | 200                          | 162,338                   | 26    |
| 7    | 98  | Bill Vukovich II (R)                               | Shrike       | Offenhauser       | F | 198                          | 163,510                   | 23    |
| 8    | 90  | Mike Mosley (R)                                    | Watson       | Offenhauser       | G | 197                          | 162,499                   | 27    |
| 9    | 94  | Sammy Sessions (R)                                 | Finley       | Offenhauser       | G | 197                          | 162,118                   | 31    |
| 10   | 6   | Bobby Grim                                         | Mongoose     | Offenhauser       | F | 196                          | 162,866                   | 25    |
| 11   | 16  | Bob Veith                                          | Gerhardt     | Offenhauser       | G | 196                          | 163,495                   | 24    |
| 12   | 60  | Joe Leonard                                        | Lotus 56     | Pratt & Whitney   | F | 191 (Tankeinlass)            | 171,599                   | 1     |
| 13   | 20  | Art Pollard                                        | Lotus 56     | Pratt & Whitney   | F | 188 (Tankeinlass)            | 166,297                   | 11    |
| 14   | 82  | Jim McElreath                                      | Coyote       | Ford              | G | 179 (Motor)                  | 165,327                   | 13    |
| 15   | 84  | Carl Williams                                      | Coyote       | Ford              | G | 163 (Unfall)                 | 162,323                   | 28    |
| 16   | 10  | Bud Tingelstad                                     | Gerhardt     | Ford              | G | 158 (Öl-Druck)               | 164,444                   | 18    |
| 17   | 54  | Wally Dallenbach sr.                               | Finley       | Offenhauser       | G | 148 (Motor)                  | 165,548                   | 12    |
| 18   | 18  | Johnny Rutherford                                  | Eagle        | Ford              | G | 125 (Unfall)                 | 163,830                   | 21    |
| 19   | 70  | Graham Hill (W)                                    | Lotus 56     | Pratt & Whitney   | F | 110 (Unfall)                 | 171,208                   | 2     |
| 20   | 1   | A. J. Foyt (W)                                     | Coyote       | Ford              | G | 86 (Aufhängung hinten)       | 166,821                   | 8     |
| 21   | 45  | Ronnie Bucknum (R)                                 | Eagle        | Ford              | G | 76 (Kraftstoff-Leck)         | 164,211                   | 19    |
| 22   | 27  | Jim Malloy (R)                                     | Vollstedt    | Ford              | F | 64 (Aufhängung hinten)       | 165,032                   | 14    |
| 23   | 78  | Jerry Grant                                        | Eagle        | Ford              | G | 50 (Öl-Leck)                 | 164,782                   | 15    |
| 24   | 11  | Gary Bettenhausen (R)                              | Gerhardt     | Offenhauser       | F | 43 (Unfall)                  | 163,562                   | 22    |
| 25   | 21  | Arnie Knepper                                      | Vollstedt    | Ford              | F | 42 (Unfall)                  | 161,900                   | 32    |
| 26   | 24  | Al Unser                                           | Lola T150    | Ford              | F | 40 (Unfall)                  | 167,069                   | 6     |
| 27   | 4   | Gordon Johncock                                    | Gerhardt     | Offenhauser       | G | 37 (Aufhängung hinten)       | 166,775                   | 9     |
| 28   | 64  | Larry Dickson abgelöst Mario Andretti, Rd, 14 – 24 | Hawk II      | Ford              | F | 24 (Motor)                   | 161,124                   | 33    |
| 29   | 8   | Roger McCluskey                                    | Eagle        | Offenhauser       | G | 16 (Öl-Filter)               | 166,976                   | 7     |
| 30   | 56  | Jim Hurtubise                                      | Mallard      | Offenhauser       | F | 9 (Motor)                    | 162,191                   | 30    |
| 31   | 29  | George Snider                                      | Mongoose     | Ford              | F | 9 (Öl-Leck)                  | 162,264                   | 29    |
| 32   | 35  | Jochen Rindt                                       | Brabham BT25 | Repco-Brabham     | G | 5 (Motor)                    | 164,144                   | 16    |
| 33   | 2   | Mario Andretti                                     | Hawk III     | Ford              | F | 2 (Motor)                    | 167,691                   | 4     |

(W)=früherer Gewinner / (R)=Rookie

### Führungsrunden
| Fahrer      | Team                        | Anzahl |
| ----------- | --------------------------- | ------ |
| Bobby Unser | Leader Card Racers          | 127    |
| Lloyd Ruby  | Gene White Co               | 42     |
| Joe Leonard | Vel’s Parnelli Jones Racing | 31     |